# 항공로
항공로(航空路; 문화어: 비행기길) 또는 항로(航路)는 비행기가 비행해 나가는 방향이나 비행 고도를 결정하고, 안전하게 운항할 수 있도록 하늘의 길을 의미한다. 비행기가 출발 공항에서 도착 공항까지 일직선으로 운항하지는 않으며 자동차 및 철도와 마찬가지로 정해진 루트로 운항하게 된다.
항로를 구성하는 항법 시설의 경우 무지향성(無指向性) 중, 장파 무선표지(NDB), 초단파 전방향식 무선표지(VOR), 지상국 및 이동국에서 운항 중인 비행기에 거리 및 방향을 알려주는 항법 원조 시스템(TACAN), 거리측정전파장치(VOR, DME), VOR 및 TACAN(VORTAC)가 있다. 한편 유럽과 미국의 경우 VOR를 이용하는 항로를 빅터 항로(영어: victor airway)라 부른다. 또한 항공로의 경우 유효 범위가 정해져 있다. 국제 항공로의 경우 코스 번호를 알파벳(영어)의 G, A, R, B등 한 글자에 아라비아 숫자 1~3글자를 붙여서 표기한다.

## 대한민국의 현황
현재 대한민국의 항로 체계는 국내선의 경우 흰색 항로로 표기된 반면 국제선의 경우 항로의 배치 방면에 따라 빨간색, 청색, 녹색, 등색 항로로 표기가 되도록 하여 있다. 또한 대한민국 전역 및 일본과 연결되는 G85 항로를 비롯해 G 항로, R항로, A항로, B항로, W항로, Y항로 등 12개를 포함해 총 20개의 항로를 가지고 있다.